# Haelense Beek

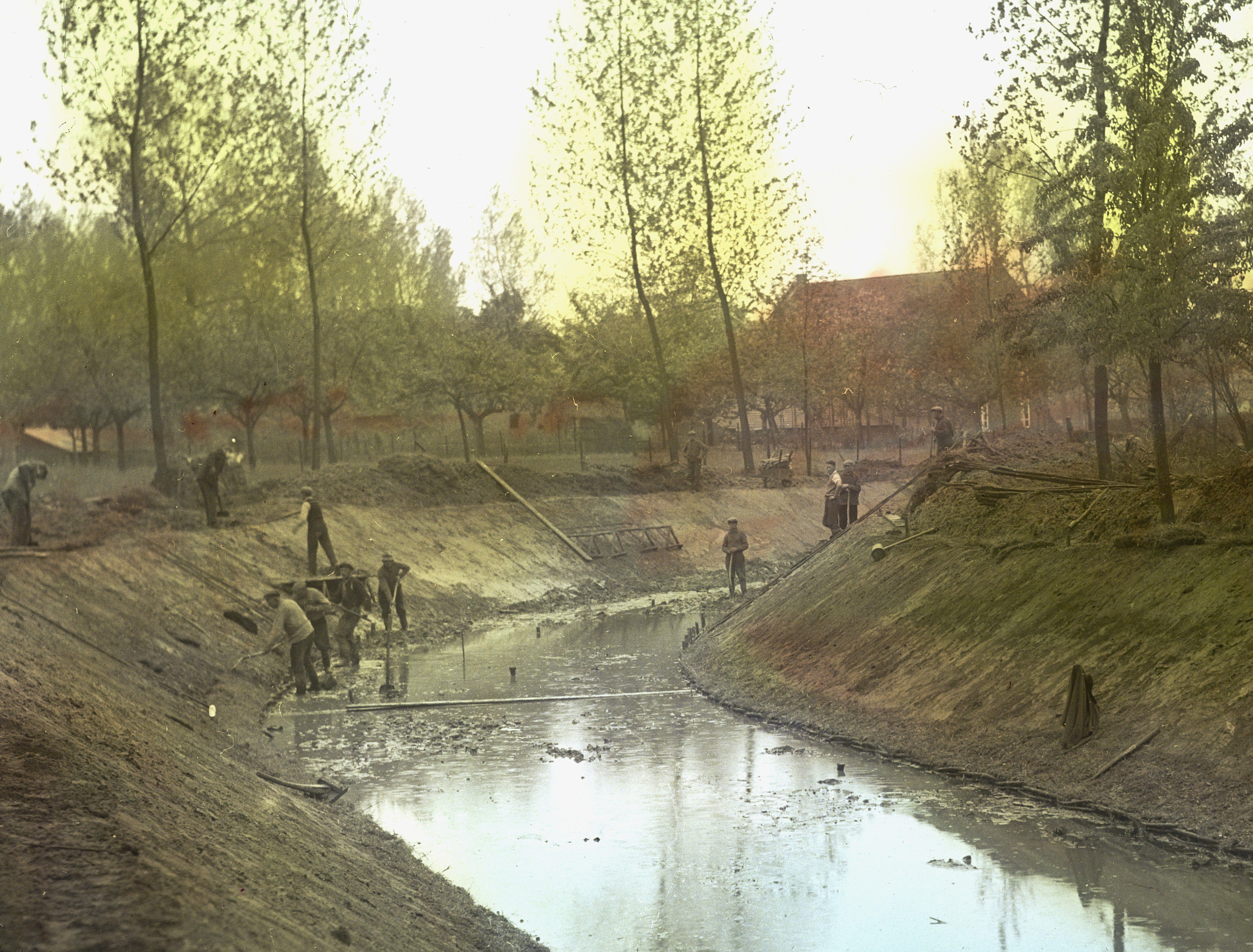
De Nederlandse Heidemaatschappij kanaliseert hier de Haelensche Beek, jaar onbekend

De Haelense Beek of Haelensche Beek in de Nederlandse provincie Limburg is een voortzetting van de Uffelse Beek stroomafwaarts van de bebouwde kom van Grathem, waar de Panheelderbeek zich heeft afgesplitst.
De beek heeft een lengte van 11 km en is historisch gezien van groot belang door de kastelen die er langs liggen. Niettemin is ze volledig gekanaliseerd. Vanaf 2000 werden beekherstel werkzaamheden uitgevoerd waardoor het water hier en daar weer een meer natuurlijke loop volgt.
Het riviertje stroomt evenwijdig aan de Maas in noordoostelijke richting, tussen het beekdal en de Maas bevindt zich de Beegderheide. Voordat deze wordt bereikt komt de Heelderpeelloop, een afwateringskanaaltje, in de Haelense Beek uit.
Bij Baexem ligt in het dal Kasteel Baexem, terwijl daartegenover het kasteel Exaten ligt. Vervolgens stroomt de rivier naar Haelen, waar ze het Maasdal binnentreedt. In het dal te Haelen ligt het Kasteel Aldenghoor. Ook is bij het kasteel nog een watermolen op de Haelense Beek te vinden, en wel de Vogelmolen. Langs Nunhem stroomt de beek dan naar het noorden en even verder wordt ze, ter hoogte van de boerderij Nienghoor tegenover de buurtschap Kinkhoven, opgenomen in de Leubeek, om als Neerbeek naar de Maas te stromen.